# Alexander Nevski-kathedraal (Jalta)
De Alexander Nevski-kathedraal (Oekraïens: Собор Олександра Невського, Russisch: Собор Святого благоверного князя Александра Невского) is een Russisch-orthodoxe kathedraal in het kuuroord Jalta op de Krim. Ze werd gebouwd door de architecten Nikolai Krasnov, de latere bouwer van het Livadiapaleis (1864-1939) en Platon Terebenjev. De kathedraal staat op een heuvel en is een van de mooiste kerken in de regio.

## Geschiedenis
In 1891 werd met de bouw van de kathedraal begonnen, 10 jaar na de aanslag op tsaar Alexander II van Rusland. De bouw van de kathedraal is verbonden aan deze tragische gebeurtenis en werd gebouwd ter nagedachtenis aan de vermoorde tsaar. Omdat Alexander Nevski de patroonheilige van de tsaar was werd de kathedraal gewijd aan deze heilige. In 1902 werden de bouwwerkzaamheden afgerond. De wijding van de kerk vond plaats in het bijzijn van tsaar Nicolaas II en tsarina Alexandra Fjodorovna op 5 december 1902.
In 1938 werd de kerk door de bolsjewieken gesloten en de klokken werden gesmolten. In de kerk bevond zich enige tijd een sportclub. In 1942 werd onder Duitse bezetting de kathedraal heropend.
De in traditioneel Russische stijl ontworpen kerk is rijkelijk gedecoreerd, heeft gevels in afwisselende witte en gele kleuren en gouden ui-vormige koepels. De kerk is versierd met verschillende kunstwerken, waaronder een icoon van Alexander Nevski in een nis aan de buitenmuur. De kathedraal bestaat uit een boven- en benedenkerk. De bovenkerk is de belangrijkste kerk, gewijd aan Alexander Nevski en biedt plaats aan 1000-1200 gelovigen. De benedenkerk is gewijd aan de heilige Artemia en biedt plaats aan 600-700 gelovigen.